# Charles Coste
Charles Coste (Ollioules, 1924. február 8. –) olimpiai bajnok francia kerékpárversenyző.

## Pályafutása
1947-ben megnyerte a francia amatőr kerékpárbajnokság egyéni üldözéses versenyszámát. 1948-ban a londoni olimpián 4000 méteres csapat üldözőversenyben aranyérmet nyert. A csapat többi tagja Pierre Adam, Serge Blusson és Fernand Decanali volt. Az olimpia után rendezett világbajnokságon bronzérmes lett az egyéni üldözőversenyen. Pályafutása elején amatőrként versenyzett, 1949-ben állt profinak, így indult a Párizs–Roubaix-kerékpárversenyen, a Giro d’Italián és a Tour de France-on is. 1959-ben vonult vissza a versenyzéstől.
100 éves korában a 2024-es párizsi olimpia megnyitóünnepségén Coste adta át az olimpiai fáklyát Teddy Rinernek és Marie-José Pérecnek akik végül meggyújtották az olimpiai lángot.
A magyar Keleti Ágnes tornász 2025. január 2-i halála óta ő a világ legidősebb élő olimpiai bajnoka.

## Sikerei, díjai
- Olimpiai játékok
  - aranyérmes: 1948, London
- Világbajnokság
  - bronzérmes: 1948